# Sŏraksan Kungnip Kongwŏn
Sŏraksan Kungnip Kongwŏn (kor. 설악산국립공원, 雪嶽山國立公園; Seoraksan Gungnip Gongwon (MOE)) – park narodowy w Korei Południowej obejmujący ochroną obszar górski z najwyższym szczytem gór Taebaek – Seorak-sanem (1708 m n.p.m.).
W 1994 roku park został wpisany na listę informacyjną światowego dziedzictwa UNESCO – listę obiektów, które Korea Południowa zamierza rozpatrzyć do zgłoszenia do wpisu na listę światowego dziedzictwa UNESCO.

## Opis
Park o powierzchni 398,539 km²  położony jest we wschodniej części środkowego Półwyspu Koreańskiego . Obejmuje ochroną obszar górski z najwyższym szczytem gór Taebaek – Seorak-sanem (1708 m n.p.m.) oraz wieloma innymi szczytami powyżej 1200 m n.p.m. 
Park został utworzony 24 marca 1970 roku na bazie istniejącego tu od 1965 roku obszaru chronionego . W 1982 roku UNESCO utworzyło tu rezerwat biosfery . W 1994 roku park został wpisany na listę informacyjną światowego dziedzictwa UNESCO – listę obiektów, które Korea Południowa zamierza rozpatrzyć do zgłoszenia do wpisu na listę światowego dziedzictwa UNESCO .
Na terenie parku znajduje się w sumie 28 szczytów, 58 dolin, dwa gorące źródła oraz 12 świątyń buddyjskich . Pasma górskie, zbudowane z granitu i gnejsu, charakteryzują się spektakularnymi grzbietami i skałami . Charakterystyczna formacja skalna Ulsanbawi z sześcioma postrzępionymi szczytami rozciąga się na długości 4 km , przypominając grzbiet stegozaura lub skamieniałą szczękę gigantycznego krokodyla.
Odnotowano tu 822 gatunków roślin naczyniowych, w tym rzadkich Hanabusaya asiatica i Abies nephrolepis . Park jest jedynym miejscem występowania w Korei sosny karłowej .
Żyje tu ponad 2000 gatunków zwierząt , w tym 90 gatunków ptaków  (m.in. dzięcioł Dryocopus javensis richardsi ), 360 gatunków owadów  i 40 gatunków ryb  (m.in. lenok ). Spotkać tu można także piżmowca syberyjskiego i gorala długoogonowego ).